# 中村元
中村元（日语：／ Nakamura Hajime，1912年12月18日—1999年10月10日），生於日本島根縣松江市，印度思想哲學研究者，佛教研究學者，精通梵文與巴利文，專長為印度哲學、佛教思想，為東京大學名譽教授。

## 生平
- 1936年，畢業於東京帝國大學印度梵文學系。隨後繼續攻讀博士，期間跟隨宇井伯壽與和辻哲郎等人研究，1942年取得文學博士學位。
- 1977年，獲日本文化勋章。
- 1984年，獲頒瑞寶章，同時成為日本學士院成員。